# 20 minutos

20 minuten, logotip de l'edició en alemany

20 minutos, 20 minutes o 20 Minuten és un diari gratuït d'informació general que, en la seva versió per a Espanya, pertany al Grup Heraldo. És d'origen noruec i fou creat per Schibsted, un conglomerat noruec amb força presència a Noruega i Suècia. La seu central està situada a Oslo, fou creat l'any 1839, té actualment a Rolv Erik Ryssdal com a director i està present en borsa. El juny de 2015 es va fer públic que el Grup Heraldo, responsable del Heraldo de Aragón, va comprar el diari en un moment que tenia 56 milions d'usuaris únics mensuals.
El periòdic fou creat l'any 1999. La primera publicació es realitzà simultàniament a Colònia i Zúric el 13 de desembre del 1999. Es publica sota la llicència de Creative Commons.
L'any 2008 el diari va obtenir el Premi Bones práctiques en Comunicació No Sexista que atorga l'Associació de Dones Periodistes de Catalunya.

## Edicions
El diari té edició en alemany a Suïssa (20 Minuten), en francès a França i Suïssa (20 minutes), en italià a Suïssa (20 minuti) i en castellà als Estats Units d'Amèrica, Mèxic i Espanya (20 minutos). La versió francesa se subdivideix per regions, tenint així un periòdic per a París, Tolosa, Marsella…